# 13 minuts
13 minuts (títol original en anglès, 13 Minutes) és una pel·lícula de catàstrofes canadencoestatunidenca del 2021 escrita, dirigida i produïda per Lindsay Gossling, en el seu primer llargmetratge, i protagonitzada per Trace Adkins, Thora Birch, Peter Facinelli, Anne Heche, Amy Smart i Paz Vega. S'ha doblat i subtitulat al català.